# Sekalnik
Sekalnik, stroj za sekance ali drobilnik lesa je naprava, ki zmanjša velikost vej, lesnih odpadkov, lahko tudi debel v manjše koščke imenovane sekance. Sekanci so po navadi veliki 2-5 cm. Sekalnike po navadi poganja batni motor z močjo 3 KM pri manjših, pa vse do 1000 KM pri velikih. Obstajajo tudi električni, nekatere sekalnike poganja traktor preko odvzema moči. Sekalniki imajo po navadi vztrajnik za bolj učinkovito delovanje. 
Proizvedene sekance se lahko uporablja kot gorivo za ogrevanje ali v elektrarnah, kot surovino za papir ali pa v lesni industriji ali pa se jih posuje kot gnojilo. 
Sekanci so kot vir energije cenejši kot kurilno olje.
Prednost sekalnikov je tudi, da se uporabi manjše veje, ki bi se jih drugače zavrglo.